# Don Creech
Don Creech (nacido el 30 de octubre de 1948) es un actor estadounidense  que ha aparecido en diferentes programas de televisión. Es conocido por haber interpretado al Profesor Sweeney en la serie de televisión de Nickelodeon, Manual de supervivencia escolar de Ned.

## Filmografía

### Películas
- Léon (1994) - Stansfield man.
- Flirting with Disaster (1996) - Policía.
- Henry Fool (1997) - Owen Feer.
- The Tavern (1999) - Shank.
- 8 mm (1999) - Sr. Anderson.
- Wirey Spindell (2000) - Profesor.
- La isla - (2005).
- Buenas noches, y buena suerte (2005) - Colonel Jenkins.
- X-Men: primera generación (2011) - William Stryker, Sr.

### Televisión
- Law & Order.
- Third Watch (1999) - Reilly (temporada 1, episodio 2).
- CSI: Miami (2002) - Capitán Bob Mortin (temporada 1, episodio 3).
- In Justice (2006) - Fred Lisco (temporada 1, episodio 8).
- Manual de supervivencia escolar de Ned (2007) - Profesor Sweeney.
- Criminal Minds (2009) - Bill Jarvis (temporada 5, episodio 2).